# دلمونت (نیوجرسی)
دلمونت (به انگلیسی: Delmont) یک منطقهٔ مسکونی در ایالات متحده آمریکا است که در موریس ریور، نیوجرسی واقع شده‌است. دلمونت ۳ متر بالاتر از سطح دریا واقع شده‌است.